# Yonglong Sha
Yonglong Sha är en ö i Kina. Den ligger i storstadsområdet Shanghai, i den östra delen av landet, omkring 61 kilometer norr om den centrala stadskärnan.
Genomsnittlig årsnederbörd är 1 510 millimeter. Den regnigaste månaden är augusti, med i genomsnitt 205 mm nederbörd, och den torraste är januari, med 45 mm nederbörd.